# كيث كارلوس
كيث كارلوس (بالإنجليزية: Keith Carlos)‏ هو لاعب كرة قدم أمريكية وعارض أمريكي، ولد في 19 ديسمبر 1987 في بريدجبورت في الولايات المتحدة.

## روابط خارجية
- كيث كارلوس على موقع IMDb (الإنجليزية)